# Punto arábigo
Un punto arábigo en una carta astral es un punto incorpóreo, que es de bastante importancia para la interpretación astrológica. Algunos de ellos son calculados mediante sencillas fórmulas matemáticas, como es el caso de la rueda o punto de la fortuna y otros constituyen puntos geométricos y/o matemáticos en el espacio, como los nodos lunares. A continuación, se procede a explicar algunos de los puntos arábigos más conocidos.

## Nodos lunares norte y sur

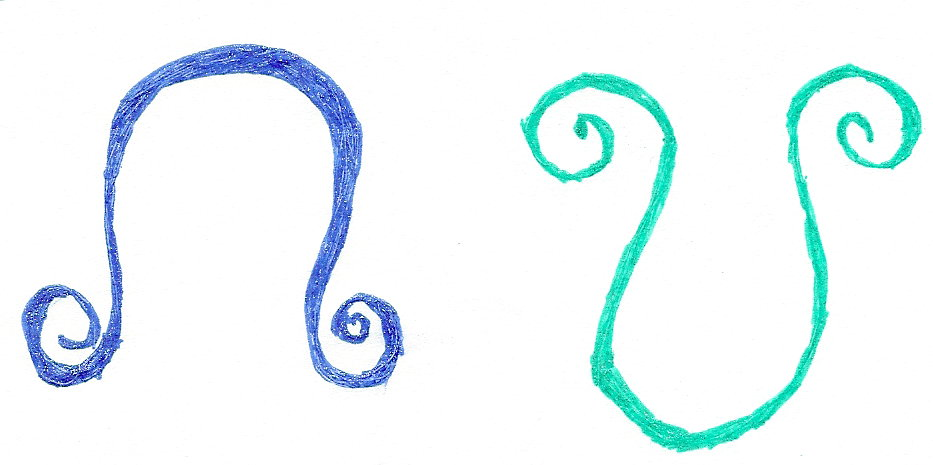
Símbolo de los Nodos. El azul es el norte y el verde el sur.

Los nodos o nódulos lunares son puntos de intersección de las órbitas de la Luna y la Tierra. También se los llama Cabeza y Cola de Dragón. Siempre son opuestos. En la astrología kármica, el Nodo Norte representa a dónde el ser humano debe llegar para seguir su evolución. El Nodo Sur representa de dónde viene.

## Rueda de la fortuna

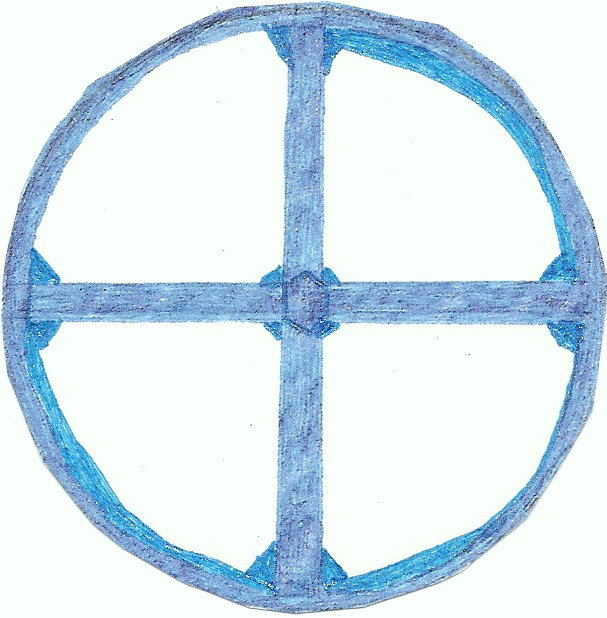
Símbolo del Punto de la Fortuna.

Este punto arábigo es muy conocido. Simboliza la felicidad y dónde y cómo la persona puede lograrla. En donde esté este punto ubicado, habrá siempre prosperidad y dicha.